# Коме, Катрин
Катрин Коме (фр. Catherine Comet; род. 6 декабря 1944, Фонтенбло) — американский дирижёр французского происхождения. Жена социолога Майкла Айкена.
Окончила Парижскую консерваторию (1963) как пианистка, однако получила ряд уроков дирижирования у Нади Буланже. Затем продолжила образование как дирижёр в Джульярдской школе у Жана Мореля, окончив курс в 1968 году. В 1966 году выиграла Безансонский международный конкурс молодых дирижёров в номинации для музыкантов без завершённого дирижёрского образования.
В 1970—1971 гг. ассистент Пьера Булеза в Симфоническом оркестре Би-би-си в Лондоне. В 1972—1975 гг. дирижировала балетными спектаклями в Парижской национальной опере.
В дальнейшем живёт и работает в США. В 1978—1981 гг. музыкальный руководитель и дирижёр симфонического и камерного оркестров в Университете Висконсин-Мэдисон. В 1981—1984 гг. дирижёр Сент-Луисского симфонического оркестра, помощник Леонарда Слаткина. В 1984—1986 гг. второй дирижёр Балтиморского симфонического оркестра. В 1986—1997 гг. главный дирижёр Симфонического оркестра Гранд-Рапидс — первая женщина во главе профессионального симфонического оркестра в США. Одновременно в 1990—1992 гг. музыкальный руководитель Американского симфонического оркестра. В качестве приглашённого дирижёра выступала со многими другими ведущими американскими коллективами. В 1990 г. в качестве одного из постоянных дирижёров Советско-американского молодёжного симфонического оркестра провела, совместно с Леонидом Николаевым, мировой тур этого собранного из студентов двух стран коллектива